# Kultura straubińska
Kultura straubińska (niem. Straubinger Kultur) – kultura archeologiczna wczesnej epoki brązu związana z kręgiem kultury unietyckiej. Jej nazwa pochodzi od stanowiska archeologicznego w miejscowości Straubing w Bawarii.

## Geneza
Kultura straubińska powstała na bazie starszych kultur z okresu neolitu, przy silnych oddziaływaniach ze strony kultury unietyckiej. Wykazywała ona do niej wiele podobieństw, tak samo jak i do innych kultur znajdujących się pod wpływem unietyckim.

## Chronologia i obszar występowania
Omawiana kultura rozwijała się w okresie wczesnej epoki brązu, czyli w latach 2200–1700 p.n.e. Wyróżnia się w czasie jej istnienia dwie fazy, z których pierwsza, zwana właściwą lub straubińską przypada na okres brązu A1 (2200–1950 lat p.n.e.), według podziału chronologicznego epoki brązu, dokonanego przez Paula Reineckego, natomiast druga, zwana fazą Langquaid, przypada na okres brązu A2 (1950–1700 lat p.n.e.). Kultura straubińska powstała w południowej Bawarii, ale z biegiem czasu sięgnęła także do Bawarii północnej i Wirtembergii. Jej wpływy przenikały w kierunku zachodnim aż do Jeziora Bodeńskiego i dalej do środkowej Nadrenii i do Alzacji, a w kierunku południowym przez Alpy do północnej Italii.

## Gospodarka
Ludność kultury straubińskiej zajmowała się hodowlą i rolnictwem. Gospodarka tej ludności była ściśle powiązana z eksploatacją rud miedzi położonych na terenach północno-alpejskich i utworzonym na obszarach przez nią zajmowanych ośrodkiem metalurgicznym.

## Osadnictwo
Osadnictwo w kulturze straubińskiej miało charakter podobny do osadnictwa unietyckiego. Wyróżnia się więc osady otwarte oraz osady wyżynne o obronnym charakterze. Mieszkano w domach o konstrukcji słupowej lub w półziemiankach.

## Obrządek pogrzebowy
Cmentarzyska kultury straubińskiej są płaskie, a obrządek pogrzebowy panujący wśród ludności tej kultury był szkieletowy. Mężczyzn układano na boku lewym, skierowanych głową na północny wschód, natomiast kobiety na boku prawym z głową skierowaną na południowy zachód. Ułożenie mężczyzn na boku lewym, a kobiet na boku prawym znane jest ze starszych tradycji związanych z kulturą ceramiki sznurowej. Groby wyposażone są w naczynia, takie jak misy i kubki, liczne wyroby miedziane i brązowe, a także wyroby z kości. Znane są nieliczne grobowce w formie kurhanów, występujące w późniejszej fazie tej kultury. 

## Inwentarz
Ceramika kultury straubińskiej przypomina swoim zasobem form ceramikę kultury unietyckiej. Jako domieszkę do gliny stosowano przy wyrobie ceramiki sproszkowany żużel, powstały w czasie wytopu miedzi. Z osad znane są duże naczynia zasobowe, narzędzia kościane i rogowe oraz ciężarki tkackie. Wyroby metalowe pochodzą głównie z pochówków, są to: naszyjniki z uszkami, skręty spiralne z drutu, bransolety spiralne, kolie z paciorków wykonanych z drutu, zawieszki binoklowate, szpile różnych typów, płaskie sztylety, tarczki z blachy. Ponadto występują także zabytki z kości i rogu, take jak: przekute zęby zwierzęce, szpile kościane, grociki krzemienne oraz tarczki i paciorki z kości, bursztynu i muszli. W czasie fazy Langquaid w wyposażeniu grobów pojawiły się ponadto siekierki z podniesionymi brzegami, smukłe sztylety i szpile o kolistej, przekłutej główce.

## Skarby
W kulturze straubińskiej występują liczne skarby, zawierające zarówno wyroby wykończone jak i ogromną ilość niewykończonych naszyjników z uszkami, będących formą surowca brązowego przeznaczonego na sprzedaż. Skarb tego typu znany jest ze stanowiska w Monachium-Luitpoldpark, gdzie znaleziono około 500 naszyjników o łącznej wadze 85 kilogramów.

## Zanik
Kultura straubińska zanikła na przełomie brązu A2 i brązu B1 (około 1700 lat p.n.e.) wskutek ekspansji ludności kręgu kultur mogiłowych.